# 哈姆雷特 (2000年電影)
《哈姆雷特》（英語：Hamlet）是一部2000年上映的电影，改编自英国莎士比亚名戏《哈姆雷特》，电影则是旧片新拍，1950年代劳伦斯奥立佛演过黑白电影王子復仇记，哈是中古时代的丹麦国王子。